# Kristin Hersh

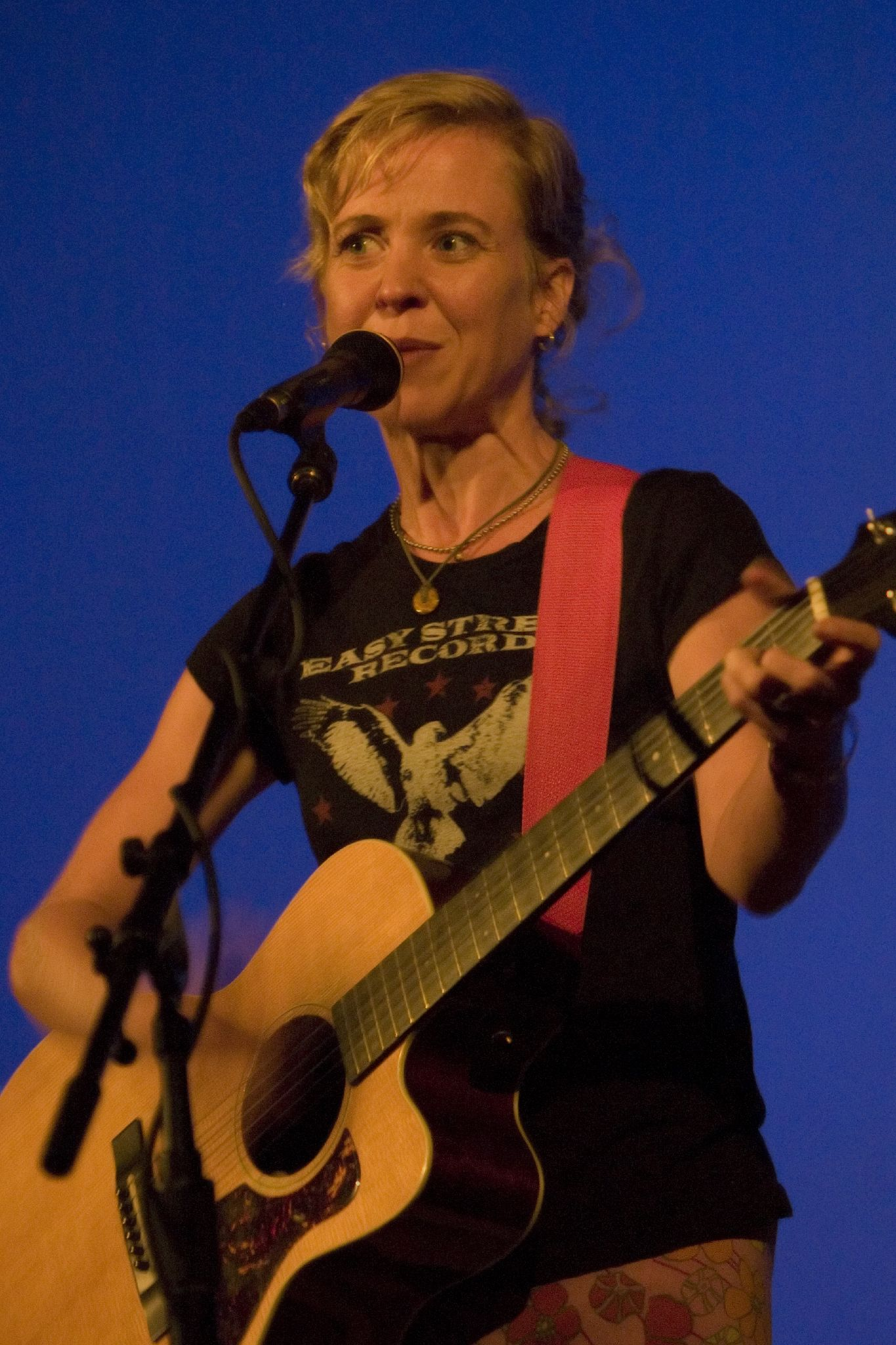
Kristin Hersh, 2007

Kristin Hersh (* 7. August 1966 in Atlanta, Georgia, als Martha Kristin Hersh) ist eine US-amerikanische Sängerin, Gitarristin und Songwriterin, die vor allem durch die Indie-Rock-Band Throwing Muses bekannt wurde.

## Lebenslauf
Kristin Hersh wurde in Atlanta als Tochter des Philosophieprofessors William James Hersh (Salve Regina University) geboren, wuchs jedoch in Newport, Rhode Island, auf. Mit neun lernte sie Gitarre spielen, und ihr Vater zeigte ihr, wie man Lieder schreibt. In den frühen 1980er-Jahren gründete sie mit ihrer Stiefschwester Tanya Donelly die Band Throwing Muses. Mit dieser Band gelang ihr der internationale Durchbruch in der Indie-Rock-Szene. 1994 begann sie auch eine Solo-Karriere. 2008 veröffentlichte sie Einzelspuren von 11 Liedern unter einer Creative-Commons-Noncommercial-Lizenz bei ccMixter. Stand 4. Juli 2014 wurden daraus 162 Remixes erstellt.
Hersh ist mit Billy O’Connell, einem ihrer Manager, verheiratet und hat vier Söhne.

## Werke

### Solo-Diskografie

#### Alben
- Live at Maxwell´s, Hoboken (1992)
- Hips and Makers (1994)
- Murder, Misery and Then Goodnight (1998)
- Strange Angels (1998)
- Sky Motel (1999)
- Sunny Border Blue (2001)
- The Grotto (2003)
- Learn to Sing Like a Star (2007)
- Speedbath (2009)
- Cats and Mice (2010)
- Crooked (2010)
- Wyatt At The Coyote Palace (2017)[4]
- Possible Dust Clouds (2018)[5]
- Clear Pond Road (2023)[6]

#### Singles und EPs
- Strings (1994, EP)
- Your Ghost, Duett mit Michael Stipe (1994, Single)
- The Holy Single (1995, EP)
- Like You (1998, Single)
- Echo (1999, Single)
- A Cleaner Light (2000, EP)
- In Shock (2007, EP)

Auf der von ihr begründeten Open-Source-Plattform CASH Music bietet Hersh jeden Monat einen neuen Song exklusiv zum Download an.

### Bücher
- Toby Snax (2007)
- Rat Girl: A Memoir (2010; in England veröffentlicht als Paradoxical Undressing (2011))
- Don’t Suck, Don’t Die: Giving Up Vic Chesnutt (2015)
- Seeing Sideways: A Memoir of Music and Motherhood (2021)